# Болгарський землеробський народний союз
Болгарський землеробський народний союз (болг. Български земеделски народен съюз) — політична партія в Болгарії (скорочено БЗНС (болг. БЗНС)).
Вважає себе наступницею однойменної аграрно-соціалістичної партії, створеної 1899 року. Активним діячем останньої був Александр Стамболійський.

## Історія
Після комуністичного перевороту 1944 та заборони всіх решти політичних партій до 1989 року перебувала при владі під керівництвом БКП. Формально за весь період з 1944 до 1989 року в Болгарії існувала двопартійна система, однак Землеробський союз не мав своєї політичної програми (визнаючи програму БКП), а в кадровому плані цілковито залежав від БКП.

## Секретарі БЗНС 1947–1989 років
- Георгі Трайков (1898–1975) — 1947–1974
- Петр Танчев (1920–1992) — 1974–1989

## Секретарі Постійної присутності БЗНС 1947–1989 років
- Нікола Георгієв (1906–1987) — 1948–1987
- Кирил Клісурскі (1906–1992) — 1948–1950
- Янко Марков (1909–2000)-1973-1989
- Георгі Андреєв (1929) — 1971–1979
- Алекси Іванов (1922–1997) — 1976–1989
- Ангел Димитров (1927–2005) — 1974–1989
- Пандо Ванчев (1919–1993) — 1986–1989

## Міністри зі складу БЗНС 1944–1990 років
- Александр Оббов — Міністр сільського господарства 1944–1945
- Нікола Петков — Міністр 1944–1945
- Михаїл Геновскі — Міністр сільського господарства 1946–1947
- Раді Найденов — Міністр правопорядку 1947–1958
- Петр Танчев — Міністр правопорядку 1958–1966
- Светла Даскалова — Міністр правопорядку 1966–1990
- Хараламбі Трайков — Міністр інформації 1968–1973
- Георгій Андреєв — Міністр інформації 1973–1976
- Янко Марков — Міністр лісової промисловості 1971–1986
- Пандо Ванчев — Міністр шляхів сполучення 1976–1986
- Алекси Іванов — Міністр сільського господарства та лісової промисловості 1986–1988
- Радой Попіванов — Міністр народної охорони здоров'я 1977–1988
- Георгі Менов — Міністр сільського господарства та лісової промисловості 1988–1990
- Мінчо Пейчев — Міністр народної охорони здоров'я 1988–1990